# Ulrich Kirchhoff
Ulrich Kirchhoff (9 agosto 1967) è un cavaliere tedesco naturalizzato ucraino.

## Palmarès

### Olimpiadi
- 2 medaglie:
  - 2 ori (Atlanta 1996 nel salto individuale; Atlanta 1996 nel salto a squadre)